# محمد حجازي (سياسي)
محمد حجازي (بالفارسیة: سید محمد حجازی) هو سياسي إيراني كان نائب قائد فيلق القدس، ولد في 1956 في مدينة أصفهان في إيران وتوفي في 18 أبريل 2021.